# Agente Smith
El agente Smith es un personaje ficticio de la franquicia cinematográfica The Matrix. El personaje, antagonista principal de la historia, fue interpretado por el actor Hugo Weaving en The Matrix (1999), The Matrix Reloaded (2003), The Matrix Revolutions (2003) y los videojuegos basados en la trilogía. Jonathan Groff interpretó una versión reprogramada del Agente Smith en The Matrix Resurrections.

## Inicios
El Agente Smith es un agente de un complejo sistema de realidad virtual e interactiva conocida como Matrix. Es, en el fondo, un programa defensivo del sistema Matrix. Casi siempre aparece vestido como un agente de alta seguridad con un traje ejecutivo compuesto de zapatos, pantalón, chaqueta y corbata negra, camisa blanca y un pisa-corbatas plateado, gafas oscuras y un dispositivo de audio en el oído derecho. 
Fue creado por las máquinas junto con otros agentes para ser uno de los guardianes de Matrix, con el objeto de custodiar las entradas y cazar a los rebeldes humanos que entraban y salían de Matrix a través de señales piratas trasmitidas desde las naves en el mundo real.
Igual que todos los agentes, tiene un sinfín número de atributos físicos: gran fuerza física, destreza en la lucha personal (dominio de diversas artes marciales) y velocidad, incluso capaz de esquivar las balas. Esta hazaña fue realizada por otros agentes en The Matrix y The Matrix Reloaded, aunque nunca se lo vio directamente evadiendo balas, si bien quedó claramente demostrada su gran velocidad en el combate contra Neo (interpretado por Keanu Reeves) en The Matrix. En "The Matrix Reloaded", debido a una alteración sufrida en su programa al ser destruido por Neo en "The Matrix", el Agente Smith también tiene el poder de clonarse y así infectar (al igual que un Malware) cualquier otro programa e incluso trasladarse dentro de la Matrix a través de cualquier ser humano conectado a su software. 
Dentro de la realidad aparente de Matrix, Smith es un agente del FBI, cuyo trabajo consiste en la búsqueda de una banda dirigida por el peligroso terrorista Morfeo (interpretado por el actor Laurence Fishburne).

## Historia enThe Matrix
En compañía de otros dos agentes está dedicado a la persecución del líder rebelde Morfeo, al que espera atrapar para obtener códigos de acceso a la computadora central de la última ciudad humana libre en la tierra, Sion, para así, por fin, destruir la resistencia. Inicialmente planea interceptar al próximo blanco de los rebeldes, Neo, para a través de él llegar a Morfeo. Neo es advertido por Morfeo a través de una llamada telefónica, pero no consigue huir al sentir vértigo cuando intentaba escapar por una ventana, siendo capturado por los agentes.
Estando en custodia de los agentes, Smith le revela a Neo que lo han estado vigilando, y que además son conscientes de que Neo es virtualmente culpable de varios delitos informáticos. A cambio de limpiar su expediente, le pide a Neo su cooperación para atrapar a Morfeo. Neo se niega a esta petición, por lo que Smith se ve forzado a usar a Neo en contra de su voluntad para llegar a Morfeo, instalando un dispositivo intrusivo de rastreo en su cuerpo, tipo parásito, que introduce a través de su ombligo. Smith hace creer a Neo que la experiencia vivida fue solo un sueño. La tripulación de Morfeo atrapa a Neo liberándolo del rastreador y desconectándolo de Matrix.
Ante estas circunstancias Smith idea un nuevo plan para llegar a Morfeo: entra en contacto con un miembro de la tripulación de Morfeo, Cypher. Smith llega a un trato con él y lo convence de traicionar a Morfeo. Tras la traición, Smith captura a Morfeo. En custodia, Smith trata de persuadir a Morfeo para que le revele los códigos de acceso a la computadora central de Sion para destruir a la ciudad. A pesar de su esfuerzo, la mente de Morfeo no desiste. Smith se desespera y le revela a Morfeo su frustración por tener que vivir en Matrix por culpa de los rebeldes, ya que el agente odia Matrix.
Neo y Trinity (interpretada por la actriz Carrie-Ann Moss) entran a Matrix y rescatan a Morfeo de los Agentes sin que éstos alcanzaran a tomar de éste información alguna. Al momento de regresar al mundo aparente real a través de una línea de teléfono, Morfeo y Trinity vuelven exitosamente, pero antes de que Neo logre partir, es interceptado por Smith, quien intentando matar a Trinity destruye el teléfono, dejándolo inservible. Neo decide enfrentarse al agente cuerpo a cuerpo, y aunque él ha desarrollado gran fuerza y velocidad, Smith lo supera por mucho y lo masacra a golpes. Smith trata de asesinar a Neo sujetándolo en los rieles del metro, pero Neo logra quitarse de encima a Smith, quien es arrollado por el tren. Sin embargo, Smith es un programa y se puede trasladar a cualquier humano conectado a su software, así que de inmediato se traslada a un pasajero del tren, y accionando el freno de emergencia detiene el tren para bajar del vagón y continuar combatiendo con Neo.
Neo decide huir y buscar una salida para escapar de Matrix. Mientras busca la puerta que conduce al teléfono por medio del cual podrá usar la línea para salir, abre la puerta y se encuentra de frente con Smith. El agente dispara contra Neo. Mientras este contempla su sangre sorprendido, Smith lo termina de asesinar descargando su arma sobre el cuerpo de su enemigo, quien muere a consecuencia de los disparos. Smith se está marchando cuando Neo milagrosamente regresa a la vida. En ese momento, al comprender que Matrix es un sueño, que nada allí es real y que puede manejarla a voluntad, Neo finalmente descubre que es El Elegido y entra dentro del cuerpo de Smith para destruir el programa desde adentro. Smith finalmente es destruido física y virtualmente por la explosión.

## Historia enThe Matrix Reloaded(2003)
Esta vez Smith se ha desconectado del sistema y ya no es un agente de Matrix, ahora, en busca de un nuevo propósito, se ha convertido en un virus informático, capaz de multiplicarse infectando a cualquier programa o persona conectada a Matrix y convertirlo en una copia de sí mismo, trayendo como consecuencia que existan múltiples réplicas de su mismo programa.
Neo encara a Smith una vez más, Smith le revela que una parte de Neo se imprimió en él, en el momento en que Neo destruyó a Smith, Smith uso a Neo para hacer una copia de sí mismo antes de que su versión original se destruyera por completo, por consecuencia, ahora Smith tiene casi los mismos poderes de Neo, convirtiéndose en su opuesto. Smith pretende destruir a Neo una vez más, Neo se ve forzado a enfrentar a decenas de réplicas de Smith, poco después de tener una charla con El Oráculo (interpretado por la actriz Gloria Foster) los poderes de Neo se han hecho superiores a los de su enemigo, consiguiendo así liberarse de ellos y escapar, aunque más tarde tendrá que enfrentarse a ellos nuevamente en el portal que conduce la fuente de Matrix, aunque una vez más, sin conseguir derrotarlos.
Smith está obsesionado con destruir a Neo, y en busca de llegar a él, infecta la mente de un tripulante de una nave rebelde, Bane, mientras este estaba conectado a la Matrix, apoderándose de su cuerpo y trasportándose por medio de este al mundo real. Bane, poseído por Smith, encuentra a Neo en Zion. Bane-Smith pretende asesinar a Neo en el mundo real, acercándose a él por la espalda para matarlo con un cuchillo cuando Neo se propone a abandonar Zion, pero es accidentalmente interrumpido por alguien que llama la atención de Neo, por lo que Bane finge que sólo pretendía desearle buena suerte.
Luego de que Neo abandona Zion, Smith continua fingiendo ser Bane en el mundo real, y logra arruinar el plan de ataque de los rebeldes, entregando su nave a las máquinas enemigas, los Centinelas. Luego del ataque de los Centinelas, Bane-Smith sobrevive pero termina en estado de coma y es rescatado por los rebeldes, que ignoran aún que la mente de Bane ha sido infectada por Smith.

## Historia enThe Matrix Revolutions(2003)
Smith está fuera de control y se ha apoderado de Matrix, ya que su "infección" no sólo se encuentra en la realidad virtual, sino también en el mundo real, donde ha poseído a Bane, quien se ha filtrado en la nave en que viaja Neo y Trinity. A bordo, Bane-Smith ataca a Trinity a la cual utiliza después como rehén para así poder atraer a Neo. Posteriormente en una pelea entre ambos, deja ciego a Neo. Al final del combate, éste logra matar a Bane, pero el programa Smith está vivo aún en Matrix, donde se ha adueñado de todo, habiendo infectado incluso a su programa madre, el Oráculo. Al llegar a la ciudad de las máquinas, Neo les propone un trato a estas: que ellas detengan la guerra si el programa Smith deja de expandirse.
Las máquinas le permiten a Neo conectarse una vez más a Matrix. Debido a que Smith se copió desde Neo y tiene sus mismos poderes, ha logrado al igual que Neo modificar Matrix a su antojo, convirtiéndola en un lugar sombrío de tinieblas y fuertes aguaceros, incluyendo truenos y tormentas eléctricas, donde todo el mundo se ha convertido en sus réplicas. Neo se enfrenta a Smith en una épica batalla final, peleando contra la copia que infectó al programa del Oráculo, mientras todas las demás copias presencian inmóviles el combate.
Luego de una encarnizada contienda, Smith logra derribar al suelo a su adversario. Sin embargo, Neo se pone en pie, a pesar de tener la batalla casi perdida. Smith se frustra al no entender por qué su rival se coloca en pie a pesar de estar vencido, ya que Smith no entiende las emociones humanas, ni los sentimientos de amor de Neo por la humanidad. Neo entonces entiende que ambos son parte de una ecuación, tal y como el Oráculo le dijo. Por tanto, si uno deja de existir, el otro también lo hará. De esa manera, se deja copiar por Smith y, al dejar de existir Neo, este automáticamente llega a la Fuente, el origen de todo lo existente dentro de la Matrix, y decide borrar el programa enloquecido. Smith y sus copias desaparecen, permitiendo a Deus Ex Machina reiniciar el sistema y cumplir el deseo de Neo.

## Características
El Agente Smith es considerado como villano en su totalidad, pues jamás se le ha visto alguna demostración de compasión o sentimientos de bondad, además de combatir contra la voluntad del protagonista Neo. A pesar de ser un programa creado por las máquinas, no está completamente desprovisto de emociones, o al menos de simulaciones de éstas. Smith demuestra sentimientos de odio, desesperación, frustración, orgullo, incluso alegría, lo cual quedó claramente demostrado en The Matrix: Revolutions, en el momento que infecta a su programa madre, el Oráculo, y deja salir una carcajada de satisfacción. Su verdadera concepción sobre Matrix es una prisión de la que él mismo quiere salir (de lo que tiene consciencia debido a que su función no es dar energía a Matrix, como el resto de los seres humanos cuyas mentes están atrapadas, sino defenderla) lo que indica que también tiene instinto de supervivencia; el problema está en que para él, la única circunstancia en la que sería libre sería si Sion no existiera, por lo tanto para poder salir tiene que destruirla.    
Una de las principales características de Smith es que siempre está vestido del mismo modo. Aunque varía el tono del traje y el modelo las gafas, ambos negros, básicamente su apariencia es la misma. Llega a quitarse las gafas y a partir de The Matrix Reloaded dejó de utilizar el dispositivo de audio de su oído derecho pues ya no era un agente (y por ende no tiene contacto con otros agentes como Jones y Brown). Esta característica marca una diferencia con otros programas de Matrix, que sí llegan a cambiar su vestuario, como el Oráculo, Merovingio y Perséfone.